# Szetulim
Szetulim (hebr. שתולים; oficjalna pisownia w ang. Shtulim) – moszaw położony w Samorządzie Regionu Be’er Towijja, w Dystrykcie Południowym, w Izraelu.

## Położenie
Leży na nadmorskiej równinie w północno-zachodniej części pustyni Negew, w otoczeniu miasta Aszdod, miasteczka Gan Jawne, kibucu Chacor-Aszdod, moszawów Azrikam i Sede Uzzijjahu. Na wschód od moszawu znajduje się Baza lotnicza Chacor należąca do Sił Powietrznych Izraela.

## Historia
Pierwotnie w miejscu tym znajdowały się ziemie należące do arabskiej wioski Isdud. Podczas wojny o niepodległość pozycje w rejonie wioski Isdud były punktem wyjścia egipskich sił podczas bitwy o kibuc Niccanim (6-10 czerwca 1948). Podczas operacji Jo’aw (15-22 października 1948) wioska znalazła się pod izraelskim ostrzałem artyleryjskim. W dniu 28 października Egipcjanie w obawie przed okrążeniem, wycofali się z Isdud. Razem z nimi uciekła większość arabskich mieszkańców. Opuszczoną wieś zajęli żołnierze Brygady Giwati. Około 300 mieszkańców poddało się machając białymi flagami. Po krótkim czasie zostali przymusowo wysiedleni w rejon miasta Gaza (egipska strefa okupacyjna Palestyny).
Współczesny moszaw został założony w 1950 przez żydowskich imigrantów z Jemenu.

## Kultura i sport
W moszawie znajduje się ośrodek kultury i sportu, przy którym jest boisko do piłki nożnej.

## Gospodarka
Gospodarka moszawu opiera się na intensywnym rolnictwie i uprawach w szklarniach.
Firma Assa Pladelet specjalizuje się w produkcji drzwi oraz naprawach dachów.

## Komunikacja
Przez moszaw przebiega droga nr 3703, którą jadąc na północny wschód dojeżdża się do autostrady nr 4 (Erez–Kefar Rosz ha-Nikra) lub odbija się na wschód do miasteczka Gan Jawne. Natomiast jadąc drogą nr 3703 na południowy wschód dojeżdża się do moszawów Azrikam i Sede Uzzijjahu.